# Gideon Welles
Gideon Welles (Glastonbury, 1 de julho de 1802 – Hartford, 11 de fevereiro de 1878), apelidado de "Pai Netuno", foi um jornalista e político norte-americano que serviu como o 24º Secretário da Marinha dos Estados Unidos de 1861 a 1869 durante as presidências de Abraham Lincoln e Andrew Johnson. Anteriormente tinha atuado como Corregedor do estado de Connecticut entre 1835 e 1836 e depois de 1842 a 1844, além de em vários outros postos estaduais e municipais no governo de Connecticut.

## Biografia
Welles nasceu em Glastonbury, no estado de Connecticut, em 1 de julho de 1802. Ele cursou a Academia Literária, Científica e Militar Americana e depois estudou direito, porém acabou se tornando um jornalista. Logo ele fundou e tornou-se o editor e um dos donos de um jornal em Hartford que apoiava o Partido Democrata. Welles foi eleito membro da assemblei legislativa estadual de Connecticut no final da década de 1820, servindo até meados da década seguinte, tornando-se então diretor dos correios de Hartford. Em 1846 foi nomeado pelo presidente James K. Polk para a posição de Chefe do Escritório de Provisões e Vestimentas da Marinha dos Estados Unidos, mantendo o posto durante a Guerra Mexicano-Americana e o mandato de Polk.
Welles passou a se opor à escravidão na década de 1850, especialmente a Lei do Escravo Fugitivo e o Ato de Kansas-Nebraska, filiando-se assim ao recém fundado Partido Republicano e tentando se eleger governador de Connecticut, porém sem sucesso. Ele apoiou a candidatura de Abraham Lincoln na eleição presidencial de 1860 e foi nomeado Secretário da Marinha depois de Lincoln ser eleito. Welles mobilizou a Marinha para combater na Guerra de Secessão, armou o maior número possível de navios civis, permitiu o alistamento de negros e implementou o Plano Anaconda, o bloqueio naval de todos os portos do sul.
Ele continuou no seu posto após o fim da guerra e do assassinato de Lincoln em 1865, servindo sob o presidente Andrew Johnson. Welles supervisionou a redução da Marinha em decorrência do encerramento das hostilidades. Se aposentou da política em 1869 ao final do mandato de Johnson e retornou para Connecticut, morrendo em 11 de fevereiro de 1878.